# Grand Rapids (Wisconsin)
Grand Rapids es un pueblo ubicado en el condado de Wood en el estado estadounidense de Wisconsin. En el Censo de 2010 tenía una población de 7.646 habitantes y una densidad poblacional de 144,77 personas por km².

## Geografía
Grand Rapids se encuentra ubicado en las coordenadas 44°22′48″N 89°45′17″O / 44.38000, -89.75472. Según la Oficina del Censo de los Estados Unidos, Grand Rapids tiene una superficie total de 52.82 km², de la cual 52.28 km² corresponden a tierra firme y (1.02%) 0.54 km² es agua.

## Demografía
Según el censo de 2010, había 7.646 personas residiendo en Grand Rapids. La densidad de población era de 144,77 hab./km². De los 7.646 habitantes, Grand Rapids estaba compuesto por el 96.7% blancos, el 0.35% eran afroamericanos, el 0.56% eran amerindios, el 0.95% eran asiáticos, el 0.01% eran isleños del Pacífico, el 0.47% eran de otras razas y el 0.94% pertenecían a dos o más razas. Del total de la población el 1.31% eran hispanos o latinos de cualquier raza.